# Ditcheat
Ditcheat is een civil parish in het bestuurlijke gebied Mendip, in het Engelse graafschap Somerset met 725 inwoners.